# Daniel Angulo
Daniel Angulo (n. Esmeraldas, Ecuador; 16 de noviembre de 1986) es un exfutbolista ecuatoriano que jugaba como delantero.

## Trayectoria

### Inicios
Se inició en el Amistad de Muisne, luego pasó por los equipos como Esmeraldas Petrolero, Norte América, Valencia, Huracán SC. 

### Técnico Universitario
En el 2008 juega en Técnico Universitario de la ciudad de Ambato, donde jugó 4 partidos.

### Deportivo Quito
En el 2009 juega en Deportivo Quito. 

### Sociedad Deportiva Aucas
A mediados de 2009 juega en SD Aucas. 

### CSCD Grecia
En el año 2010 juega en el CSCD Grecia.

### Rocafuerte FC
A mediados del 2010 juega en el Rocafuerte FC.

### Imbabura SC
En 2011 juega en el Imbabura SC.

### Independiente José Terán
En el 2012 es comprado por el Independiente José Terán donde se ha destacado siendo figura en la Serie A de Ecuador, Copa Sudamericana 2013 y Copa Libertadores 2014.
Debutó internacionalmente y en un partido oficial en la Copa Sudamericana 2013 ante Deportivo Anzoátegui en el Estadio Rumiñahui el 1 de agosto del 2013, aquel partido terminó empatado sin goles.
Debutó en la Copa Libertadores 2014 ante Unión Española el 19 de febrero aquel partido terminó empatado 2 a 2, el 27 de febrero jugó contra el San Lorenzo donde su club perdió a un gol a cero, el siguiente partido fue contra Botafogo, aquel partido terminó 2 a 1 a favor de su equipo en el Estadio Rumiñahui.
Con Independiente José Terán ha jugado 85 partidos en los cuales ha marcando 28 goles, es figura y titular indiscutible en su equipo.

### Independiente Santa Fe
A mediados de 2015 es transferido al Independiente Santa Fe de Colombia, club donde ha tenido pésimas actuaciones en el ataque, anotó un solo gol en la mitad de la temporada. 
Se proclamó campeón de la Copa Sudamericana en la edición 2015.

### Liga de Quito
Para la temporada 2016 es contratado por Liga de Quito, anotando su primer gol frente a Universidad Católica.

### Deportivo Pasto
En el 2017 se confirma la llegada del jugador por Deportivo Pasto cedido por Independiente Santa Fe.

### Sportivo Alagoano
A mediados del año 2017 llega al Centro Sportivo Alagoano de la Campeonato Brasileño de Serie C de Brasil.

### CD El Nacional
A inicios de la temporada 2018 llega al CD El Nacional por un año.

### CS Emelec
Para la temporada 2019 ficha por el CS Emelec.

### R&F (Hong Kong)
Luego de su temporada regular da el salto a la Hong Kong Premier League.

### Su regreso al Grecia
Para la temporada 2023 vuelve al Grecia de Chone, donde con 36 años vuelve para pelear por la Segunda Categoría de Ecuador y la Copa Ecuador.

## Selección nacional
En 2014, el técnico interino de la selección ecuatoriana Sixto Vizuete lo convoca por primera vez a la selección ecuatoriana de fútbol, para disputar los partidos amistosos de Ecuador contra las selecciones de Bolivia y Brasil. 
En 2015 fue convocado para la copa América en Chile, en lugar del delantero Jaime Ayoví ya que éste se lesionó.

### Participaciones en Copas América
| Copa              | Sede  | Resultado     | Partidos | Goles |
| ----------------- | ----- | ------------- | -------- | ----- |
| Copa América 2015 | Chile | Primera ronda | 1        | 0     |

## Estadísticas
| Club                     | Temporada     | Liga              | Liga  | Liga  | Copa  | Copa  | Internacional | Internacional | Total | Total | Promedio |
| Club                     | Temporada     | División          | Part. | Goles | Part. | Goles | Part.         | Goles         | Part. | Goles | Promedio |
| ------------------------ | ------------- | ----------------- | ----- | ----- | ----- | ----- | ------------- | ------------- | ----- | ----- | -------- |
| Amistad de Muisne        | 2003          | Segunda Categoría | 8     | 3     | –     | –     | –             | –             | 8     | 3     | 0,38     |
| Amistad de Muisne        | Total         | Total             | 8     | 3     | –     | –     | –             | –             | 8     | 3     | 0,38     |
| Norte América            | 2005          | Segunda Categoría | 14    | 6     | –     | –     | –             | –             | 14    | 6     | 0,43     |
| Norte América            | Total         | Total             | 14    | 6     | –     | –     | –             | –             | 14    | 6     | 0,43     |
| Huracán                  | 2006          | Segunda Categoría | 13    | 10    | –     | –     | –             | –             | 13    | 10    | 0,77     |
| Huracán                  | Total         | Total             | 13    | 10    | –     | –     | –             | –             | 13    | 10    | 0,77     |
| Valencia                 | 2007          | Segunda Categoría | 15    | 7     | –     | –     | –             | –             | 15    | 7     | 0,47     |
| Valencia                 | Total         | Total             | 15    | 7     | –     | –     | –             | –             | 15    | 7     | 0,47     |
| Grecia                   | 2008          | Serie B           | 12    | 7     | –     | –     | –             | –             | 12    | 7     | 0,58     |
| Grecia                   | Total         | Total             | 12    | 7     | –     | –     | –             | –             | 12    | 7     | 0,58     |
| Técnico Universitario    | 2008          | Serie A           | 4     | 0     | –     | –     | –             | –             | 4     | 0     | 0,00     |
| Técnico Universitario    | Total         | Total             | 4     | 0     | –     | –     | –             | –             | 4     | 0     | 0,00     |
| Aucas                    | 2009          | Serie B           | 3     | 0     | –     | –     | –             | –             | 3     | 0     | 0,00     |
| Aucas                    | Total         | Total             | 3     | 0     | –     | –     | –             | –             | 3     | 0     | 0,00     |
| Grecia                   | 2010          | Serie B           | 36    | 15    | –     | –     | –             | –             | 36    | 15    | 0,42     |
| Grecia                   | Total         | Total             | 36    | 15    | –     | –     | –             | –             | 36    | 15    | 0,42     |
| Imbabura SC              | 2011          | Serie A           | 10    | 2     | –     | –     | –             | –             | 10    | 2     | 0,2      |
| Imbabura SC              | Total         | Total             | 10    | 2     | –     | –     | –             | –             | 10    | 2     | 0,2      |
| Rocafuerte               | 2011          | Serie B           | 11    | 4     | –     | –     | –             | –             | 11    | 4     | 0,36     |
| Rocafuerte               | Total         | Total             | 11    | 4     | –     | –     | –             | –             | 11    | 4     | 0,36     |
| Independiente del Valle  | 2012          | Serie A           | 19    | 4     | –     | –     | 0             | 0             | 19    | 4     | 0,21     |
| Independiente del Valle  | 2013          | Serie A           | 36    | 12    | –     | –     | 4             | 0             | 40    | 12    | 0,30     |
| Independiente del Valle  | 2014          | Serie A           | 34    | 16    | –     | –     | 10            | 5             | 44    | 21    | 0,48     |
| Independiente del Valle  | 2015          | Serie A           | 18    | 12    | –     | –     | 0             | 0             | 18    | 12    | 0,67     |
| Independiente del Valle  | Total         | Total             | 107   | 44    | –     | –     | 14            | 5             | 121   | 49    | 0,40     |
| Santa Fe                 | 2015          | Primera A         | 8     | 1     | 4     | 0     | 7             | 0             | 19    | 1     | 0,05     |
| Santa Fe                 | 2016          | Primera A         | 0     | 0     | 0     | 0     | 1             | 0             | 1     | 0     | 0,00     |
| Santa Fe                 | Total         | Total             | 8     | 1     | 4     | 0     | 8             | 0             | 20    | 1     | 0,05     |
| Liga de Quito            | 2016          | Serie A           | 27    | 6     | –     | –     | –             | –             | 27    | 6     | 0,33     |
| Liga de Quito            | Total         | Total             | 22    | 8     | –     | –     | –             | –             | 22    | 8     | 0,33     |
| Deportivo Pasto          | 2017          | Primera A         | -     | -     | –     | –     | –             | –             | -     | -     | -        |
| Deportivo Pasto          | Total         | Total             | -     | -     | –     | –     | –             | –             | -     | -     | -        |
| Centro Sportivo Alagoano | 2017          | Serie C           | -     | -     | –     | –     | –             | –             | -     | -     | -        |
| Centro Sportivo Alagoano | Total         | Total             | -     | -     | –     | –     | –             | –             | -     | -     | -        |
| El Nacional              | 2018          | Serie A           | 34    | 6     | 0     | 0     | 3             | 2             | 37    | 8     | 0,21     |
| El Nacional              | Total         | Total             | 34    | 6     | 0     | 0     | 3             | 2             | 37    | 8     | 0,21     |
| Emelec                   | 2019          | Serie A           | 22    | 6     | 7     | 3     | 1             | 0             | 30    | 9     | 0,30     |
| Emelec                   | Total         | Total             | 22    | 6     | 7     | 3     | 1             | 0             | 30    | 9     | 0,30     |
| R&F FC                   | 2019-20       | Categoría A       | -     | -     | -     | -     | -             | -             | -     | -     | -        |
| R&F FC                   | Total         | Total             | -     | -     | -     | -     | -             | -             | -     | -     | -        |
| Orense                   | 2020          | Serie A           | 0     | 0     | 0     | 0     | 0             | 0             | 0     | 0     | 0,00     |
| Orense                   | Total         | Total             | 0     | 0     | 0     | 0     | 0             | 0             | 0     | 0     | 0,00     |
| Atlético Santo Domingo   | 2021          | Serie B           | 0     | 0     | 0     | 0     | –             | –             | 0     | 0     | 0,00     |
| Atlético Santo Domingo   | Total         | Total             | 0     | 0     | 0     | 0     | –             | –             | 0     | 0     | 0,00     |
| Carrera total            | Carrera total | Carrera total     | 319   | 119   | 11    | 3     | 26            | 7             | 356   | 129   | 0,36     |

Actualizado hasta 31/12/2019

## Palmarés

### Campeonatos nacionales
| Título  | Club              | País   | Año  |
| ------- | ----------------- | ------ | ---- |
| Serie C | Sportivo Alagoano | Brasil | 2017 |

### Copas internacionales
| Título            | Club                   | País     | Año  |
| ----------------- | ---------------------- | -------- | ---- |
| Copa Sudamericana | Independiente Santa Fe | Colombia | 2015 |